# Nemeritis lissonotoides
Nemeritis lissonotoides là một loài tò vò trong họ Ichneumonidae.